# Diagramma Hertzsprung-Russell
Il diagramma Hertzsprung-Russell, in genere abbreviato in diagramma H-R (dal nome dei due astronomi, Ejnar Hertzsprung e Henry Norris Russell, che verso il 1910 lo idearono indipendentemente) è uno "strumento" teorico che mette in relazione la temperatura efficace (riportata in ascissa) e la luminosità (riportata in ordinata) delle stelle. Nel diagramma la temperatura efficace Te aumenta spostandosi verso sinistra lungo l'ascissa mentre la luminosità cresce salendo lungo l'ordinata. Le due grandezze sono quantità fisiche che dipendono strettamente dalle caratteristiche intrinseche della stella (massa, età e composizione chimica), non sono misurabili direttamente dall'osservatore, ma possono essere derivate attraverso modelli fisici.
Poiché esistono legami tra la temperatura efficace di una stella e il suo indice di colore, e tra la luminosità della stessa e la sua magnitudine apparente (o assoluta), è possibile ottenere una "versione osservativa" del diagramma H-R detta diagramma colore-magnitudine, che mette in relazione due quantità misurabili direttamente dall'osservatore: il colore della stella e la sua magnitudine. La relazione tra temperatura-indice di colore e luminosità-magnitudine assoluta comporta che nel cosiddetto diagramma colore-magnitudine la magnitudine decresce lungo l'ordinata (al contrario della luminosità) mentre l'indice di colore aumenti verso destra (a differenza della temperatura efficace) lungo l'ascissa. L'esatta trasformazione da diagramma H-R a diagramma colore-magnitudine non è comunque semplice e dipende da fattori osservativi e teorici: distanza, età, composizione chimica, gravità superficiale e struttura interna e atmosferica della stella.

## A cosa serve

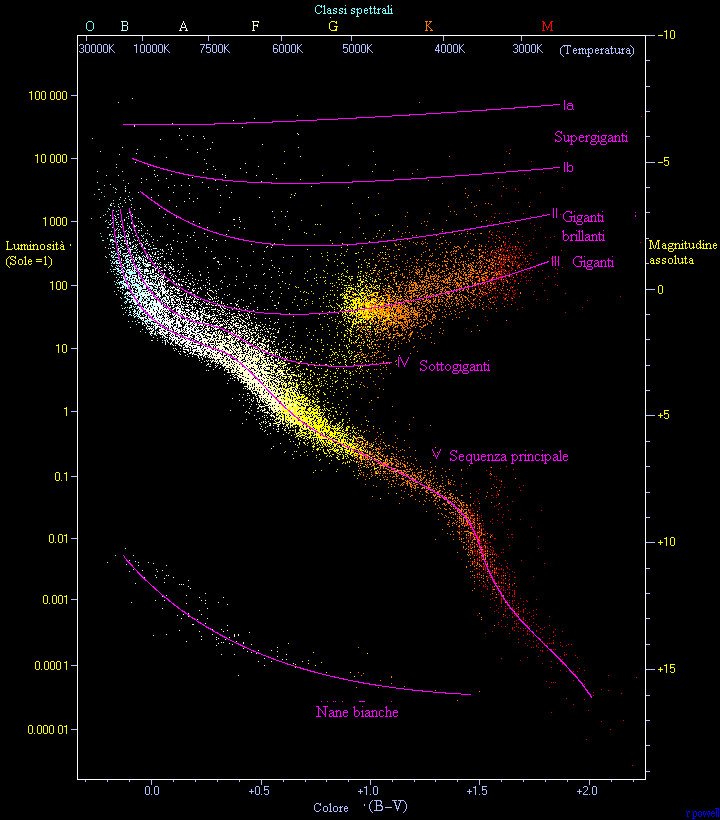
Diagramma Hertzsprung-Russell

Il diagramma H-R viene utilizzato per comprendere l'evoluzione stellare e le caratteristiche fisiche delle singole stelle e degli agglomerati stellari: ammassi aperti, ammassi globulari e galassie. Grazie al diagramma H-R è possibile: confrontare le predizioni teoriche dei modelli di evoluzione stellare con le osservazioni per verificare l'accuratezza delle prime; determinare l'età, la composizione chimica e la distanza di una popolazione stellare; derivare la storia della formazione stellare di un agglomerato di stelle.

## Come funziona

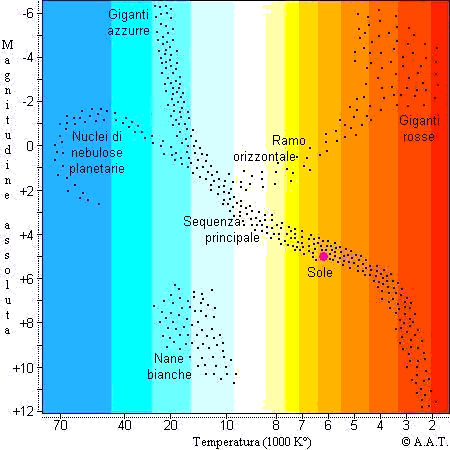
La posizione del Sole nel diagramma H-R

Da un primo esame del diagramma H-R si osserva immediatamente come le stelle tendano a posizionarsi in regioni ben distinte: la struttura evolutiva predominante è la diagonale che parte dall'angolo in alto a sinistra (dove si trovano le stelle più massicce, calde e luminose) verso l'angolo in basso a destra (dove si posizionano le stelle meno massicce, più fredde e meno luminose), chiamata la sequenza principale di età zero. In basso a sinistra si trova la sequenza delle nane bianche, in quanto sono corpi celesti con alte temperature efficaci ma poco luminose; mentre sopra la sequenza principale, verso destra, si dispongono le giganti rosse e le supergiganti, in quanto sono corpi celesti molto luminosi ma a basse temperature.